# Embraer EMB 110 Bandeirante
Embraer EMB 110 Bandeirante — бразильський близькомагістральний турбогвинтовий пасажирський літак.
Виготовлявся компанією Embraer. Перший політ здійснив 26 жовтня 1968 року. Може перевозити до 21 пасажира. Серійне виробництво зупинено в 1991 році. Компанією Embraer було розроблено багато модифікацій літака EMB 110.

## Специфікації
Наведені нижче характеристики відповідають модифікації EMB 110P1A/41:
Джерело: Jane's All The World's Aircraft 1988–89
Основні характеристики
- Екіпаж: 2 пілота
- Пасажиромісткість: 18 пасажирів
- Довжина: 15,10 м
- Висота: 4,92 м
- Розмах крила: 15,33 м

- Площа крила: 29,10 м²
- Крило у плані: NACA 23016 (модифікований) в кореневій частині, NACA 23012 на кінцях
- Максимальна злітна маса: 5900 кг
- Силова установка: 2 ×  Pratt & Whitney Canada PT6A-34  750 кс ( 559 кВт)

Льотні характеристики
- Крейсерська швидкість: 341 км/год
- Практична дальність: 1964 км

## Аварії та інциденти
На 19 січня 2011 року за неофіційними закордонним даними в різних пригодах було втрачено 95 літаків різних модифікацій. У катастрофах загинуло 552 людини..